# Konvalescens

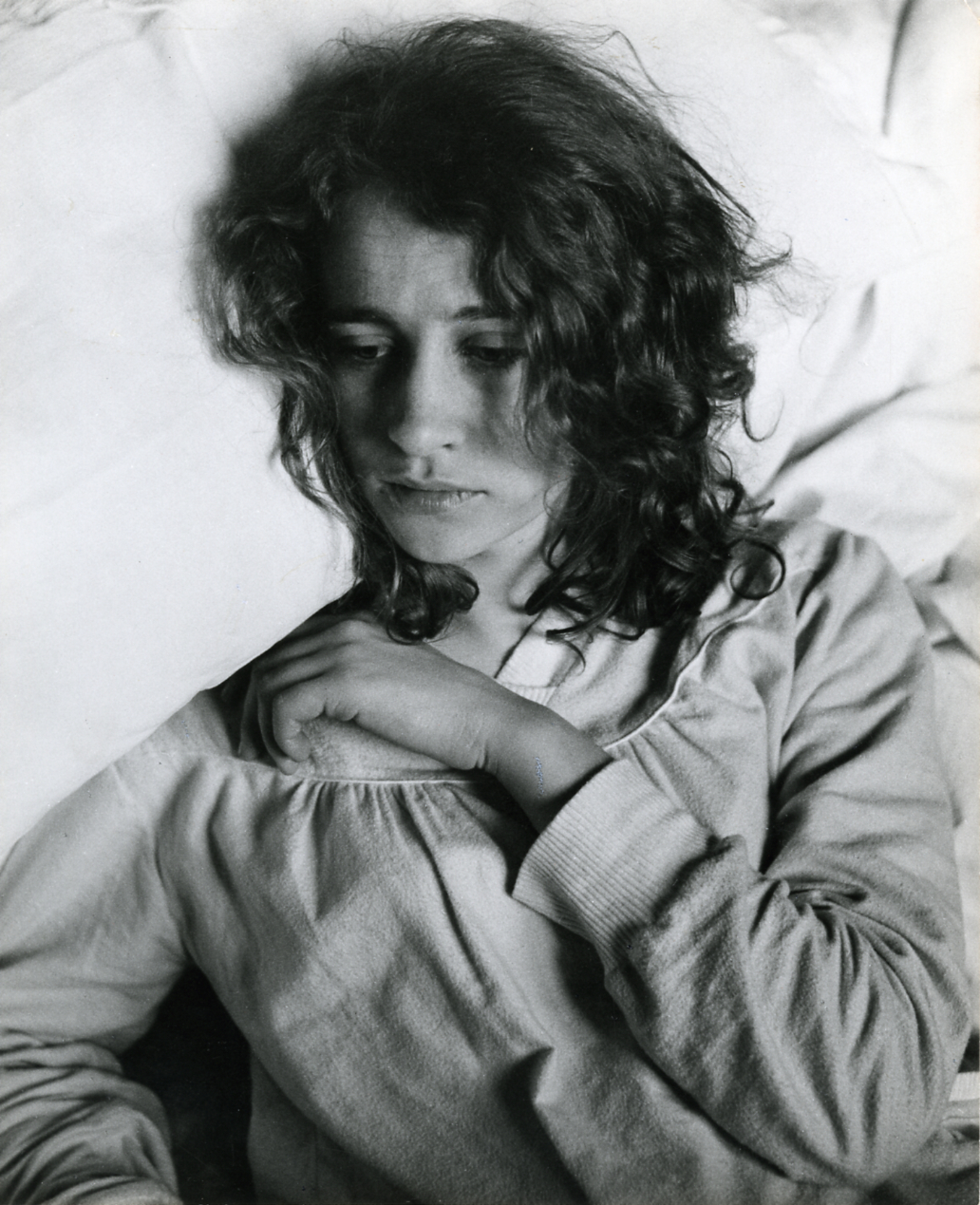
En konvalescent kvinna.

Konvalescens (av latin convalesco, "tillfriskna"), även konvalescenstid eller konvalescensperiod, är den gradvisa återhämtningen av hälsa och styrka efter sjukdom eller skada.
Begreppet beskriver det senare stadiet av en sjukdom när en patient återhämtar sig och återgår till tidigare hälsa, men kan fortsätta att vara en smittkälla för andra. Det kan också vara vård efter en större operation, då patienten måste besöka läkare för regelbundna kontroller.

## Konvalescenthem
Under början av 1900-talet spelade konvalescenthem stor roll i behandling efter operationer, psykisk ohälsa och sjukdomar som spanska sjukan. Genom att vila upp sig i en ny och hälsosam miljö kunde patienten få hjälp att återhämta sig och läka. Under 1980-talet avvecklades konvalenscenthemmen successivt, och ersattes av ett större fokus på vårdcentraler och hemsjukvård.
I Sverige fanns bland annat: 
- Gebers konvalescenthem i Orhem i södra Stockholm
- Stockholms konvalescenthem i Huddinge
- Bokelids konvalescenthem i Mölle
- Pålsons konvalescenthem i Farsta